# Магијско мишљење и ментално здравље
Магијско мишљење и ментално здравље су два међусобно повезана односа која вероватно делују у човеку откако он постоји. Иако је магијско мишљење карактеристика примитивних култура, и данас је видљив њихов међусобни утицај у културама са тзв. паганским веровањем, али и у животу људи у развијеним цивилизацијама, у којима преовлађују велике монотеистичке религије (хришћанство, ислам, будизам...).
Магично мишљање је приписивање узрочних веза одређеним појавама и догађајима који се не могу оправдати разумом и посматрањем. Сујеверје, религија, магијска медицина најчешће су у корелацији са религијским ритуалима, молитвама, жртвовањем, односно поштовањем табуа, чијим упражњавањем човек очекује разрешење магијом изазваних поремећаја у његовом менталном здрављу.
Магијско мишљење, по општем ставу социјалних антрополога, претходило је рационалном односно научном мишљењу, и спада у период апстрактно замишљеног друштвеног развоја. Оно је слично са психосоцијалним развојем појединца, како сматрају психоаналитичари и психолози, који магијско мишљење „смештају“ у животни узраст између друге и треће године живота. По истој аналогији сматра се да је магијска медицина у ширем смислу, претходила научној медицини и психијатрији, са видљивим реликтима и у савременој психијатрији односно лекарству.
У клиничкој психологији, магично размишљање може изазвати код пацијента доживљај страха од обављања одређене радње или су његове одређене мисли у лажној корелацији између његовог очекивања и претеће несреће. Магично размишљање може довести човека у ситуацију да верују да му је само мишљење довољно да постигне жељене резултате у свету који га окружује или да размишљам одагна нежељене догађаје. Тако настаје једна врста каузалног размишљања или узрочно-последичне заблуде у којоје се тражи смислене у односу груписаних феномена (случајности) између дела и догађаја.

## Историјат
Магијско мишљење може се препознати у свим врстама регресивног понашања које прати теже психичке поремећаје, али и у мишљењу припадника тзв. примитивних племена. које је још Фројд детаљно описао у делу „Тотем и табу“.
У свом чувеном делу „Курс позитивне филозофије“, Огист Конт је сачинио претпоставку да свака наука пролази кроз три стадијума:
- Теолошки, у коме се догађаји тумаче као последица натприродних сила
- Метафизички, у коме се догађаји објашњавају апстрактним принципима
- Позитивистички, у коме се, коначно, ток догађаја објашњава каузалним начелима. Само је овај последњи стадијум, по Конту, према узору у природним наукама, ослања се на објективни или позитивни метод и има истинску научну вредност.

Историјске гледано, почетком друге половине 20. века, уочено је да се однос између магије и религије са једне и менталног здравља са друге стране, може посматрати из два правца:
Правац негативног односно психопатолошког гледања
У овај, првом, правац гледања спада; оптерећеност грехом код хришћана, забрана узимања одређене хране у исламу, опседнутост избегавањем сексуалних односа и...
Правац позитивног гледања
У други правц гледања спада; сагледавање религиозности у функцији прибављања утехе, подстицања заплашивања, а нарочито ослобађања личног осећања кривице, што је у функцији интеграције менталног здравља.

### Када се у човеку развило магијско мишљење?
Човекова природа није статична, „затворена или изолована“, аутономна суштина, него динамична реалност одређена у самој својој бити својим односом према магијском мишљењу које постоји у човеку (вероватно откако он постоји), и Богу. Овај однос је виђен као процес уздизања из паганског веровања као заједништво – човека створеног по слици Божјој, позваног да оствари „божанску сличност“ и његовог однос према Богу као датост и задатак, непосредни доживљај и очекивање још узвишеније визије, коју треба постићи у слободном и позитивном гледању на живот.
Зато можемо рећи да магијско мишљење које постоји у човеку вероватно откако и он постоји, а постаји и данас. Оно је у савременом свету видљиво не само у културама са тзв. паганским веровањем, тако да се ова врста мишљења среће и у животима људи у развијеним цивилизацијама, у којима преовлађују велике монотеистичке религије (ислам, хришћанство, будизам...).
Историјски гледано магијско мишљење везано је и за предхришћанска политеистичка веровања као нпр. код Словена:
| „ | Поменимо само за пример веровања за поступке у свакодневном животу у српском и другим суседним народима означавана као „ваља се“, или веровања везана за бројеве 3, 7, 13, за дане у недељи – петак, црну мачку, за димњачара итд. | ” |

## Полазне основе
Магијско мишљење у човеку заснива се на веровању да у његовом окружењу постоји нешто натприродно, и што код њега покреће склоност да се томе натприродном потчини, као и да извршава оно што се од њега у име надприродног тражи. Магијско веровање подразумева да се мислима (или магијским радњама) може утицати на реалност и односе у њој.
Анимистичко веровање, је нешто специфично за магију, а настало је из убеђење да све што постоји (односи се и на неживи предмети) има своју унутрашњу живу суштину тј. душу, и да је то што егзистира међусобно повезано, тако да су делови онога у шта се верује смисаони елементи неке замишљене апстрактне целине која је надређена свакодневној реалности.
У примитивним (варварским) друштвима (без писмености и утицаја великих циливизација) карактеристичне су, између осталог, бројне форме понашања и резоновања у складу са магијским предубеђењима, као што је; доживљај уношења опасне материје у организам, различити табуи везани за однос и примену предмета и живих бића, доживљај губитка виталне телесне супстанце под утицајем спољњих сила итд.
Неки истраживачи (као што је Фрејзер) разликују:
- Имитативну магију, која почива на доживљају утицаја магијског имитативног понашања на целину тела.
- Контагиозну магију, која се темељи на доживљају утицаја просторног или временског контакта магијског извора са делом тела који накнадно може да се прошири на цело тело.

Већи део магијских поступака односи се на превенцију утицаја „злих сила“ које имају негативне последице, између осталог и на настанак психички измењеног понашања.
Магијско мишљење и поступци везани су одвајкада за индивидуалну и друштвену контролу агресивности и сексуалности појединца с једне, као и за редукцију психичких проблема, најчешће страха, депресивности и опште напетости са друге стране. „Прелазак“ из сфере логичног или научног у области магијског и нелогичног, огледа се најчешће у „граничним ситуацијама“ у којма је човекова егзистенција озбиљно суочена са могућношћу престанка постојања (тешка физичка болест, тешка изненадна психичка траума, губитка властитог живота, нестанак ближње и...).
Као елемент људске природе, квалитет магијског, сусреће се у дубоком слоју колективно несвесног чак и код младих људи високог образовања. Тако поједини истраживачи из Србије (као што је Опалић), наводе да су га уочили код студената из Источне Србије у Студентском дому „Студентски град“ у виду „бацања чини“, стављањем замотуљака од обојених врпци, трава, делова одеће или косе, које су студенти затицали пред вратима својих соба, остављених, како су то они тумачили, од стране оних колега који су намеравали да магијски утичу на њихова емоционална опредељења за или против одређене љубавне везе.

## Етиопатогенеза поремећаја изазваних магијским мишљењем
Магијско мишљење је значајно за разумевању психодинамике депресивних обољења присилних радњи или опсесивно-компулсивне радњи.
Депресивна стања изазвана магијским мишљењем могу настати као последица интројектованог доживљаја да се мислима нашкодило другом (нпр дете је желело смрт или нестанак брата или сестре), када се обично у раном узрасту јавља у облику осећање кривице, као психичког језгра из кога ће се касније развити депресивни поремећај.
Магијског порекла су и многе присилне мисли или опсесивно-компулсивне радње, којима се на магијски начин у оквиру психодинамике болести „поништавају“ нежељени ефекти агресивних или сексуалних фантизама неуротичара.
Магијског или анимистичког порекла, такође је и став, да се одређеним поступцима (гледањем у карте, пасуљ, шољу од кафе, бајањем, везивањем црвене врпце, или нпр „бацањем“ чини), може утицати на добар или лош исход догађаја (или психичко стање појединца).
Стања опседнутости су честа у неким епилептичним, хистеричним и сомнабулним стањима (која се иначе не виђају код схизофрене опседнутости) која су праћена променама свести. Бројни ауторитет се слажу да је магијску опседнутост психијатријског карактера присутној у опсесивно–компулсивним неурозама, нарочито тешко, у психолошком смислу разлучити од тзв. аутентичне религиозне опседнутости демонима, као што то помиње српски психијатар В. Јеротић (1999), мислећи на верска искуства неких католичких свештеника, који уосталом и нису усамљени у свету.
| „ | Међутим постоје бројнији стручњаци, који ове, на магији засноване симптоме опседнутости, не вежу искључиво за психопатологију, као што то чини С. Бојанин (1999), држећи да су таква стања у основи једно од могућих облика људског постојања у којем активно учествује и онај који пролази кроз магијску опседнутост, и више или мање активни посматрач. | ” |

## Превенција психички поремећаја изазваних магијом
Превенција психички поремећаја изазваних магијом, у прошлости (али и данас) се врши се помоћу магијских радњи конкретног карактера (као што је нпр, пуштање крви, зарезивање коже, обредно мешање крви учесника у магијском чину, обрезивање гениталија, купање и...), или може бити везано за обредну употребу биљних и других супстанци (нпр, кофеина, ефедрина, алкохола, ЛСД, опијума, хашиша..).
Доста превентивних техника магијског карактера повезано је са узимање хране (било у смислу магијске пожељности или забране узимања неке од њих).
Психотерапијски третман Особа са опсесивно-компулсивним карактером поремећаја изазваног магијским мишљењем, налази се у стању веровање да се на неки магијски начин могу пренети црне мисли, зле слутње или негативна енергија на неке друге особе што подразумева оспоравање ирационалних идеја о непогрешивости, савршености и перфекционизму. Третман таквог поремећаја пре свеега обухвата рад са пацијентом који треба да га научи да се; суочава са страхом, да зрелије и на конструктиван начин, превазиђе осећања кривице, да се изражава и прихвата своја осећања без страха и претеране самокритичности, и научи асертивне вештине за решавање проблема.
Једна обимна студија спроведена у 75 (тзв. примитивних) друштава показала је да постоји сагласност између магијских техника и образаца савладавања страха од смрти у западној култури, који се у оба случаја усвајају путем уобичајене социјализације. У сврху превенције страха у овим друштвима примењују се обреди жртвовања духу; пуштањем крви и сличним поступцима, самокажњавања и... Ово истраживање доказала су да у свим културама, постоји потреба да се савлада универзални страх од смрти и на више или мање посредан начин превенирају психички поремећаји.
Многи од наведених радњи превенције магијом изазваних менталних поремећаја представљају компликоване – церемонијалне магијске ритуале који се и данас примењују и у збрињавању психички оболелих људи.

### Да ли је повратак магијском мишљењу у 21. веку један од покушаја очувања менталног здравља?
Уназад неколико година све више се у различитим књигама промовише идеја да наше жеље имају моћ да утичу на ток догађања у стварном животу, са уверавањем да ако неко нешто снажно жели, да тим чином жељења повећава вероватноћу да се у стварности заиста догоди оно што жели. При томе се даје објашњење да ментална слика, којом се замишља жељено стање, има „магнетску” моћ да жељени развој догађаја „привуче” у стварни свет.
Изнети ставови нису ништа друго већ покушај савременог човека да се врати магијском мишљењу, које је било доминантно код његових примитивних предака пре више десетина векова у праскозорју цивилизације. Магијско мишљење је уверење да људи могу својим мислима, менталним сликама, жељама или поступцима, директно да утичу да се догоди оно што желе, односно да се не догоди оно што не желе.
Примитивни човек магијским мишљењем покушавао је да утиче на догађање у свету и својој околини чије принципе функционисања није разумео, Међутим савремени човек, коме су научна сазнања дала јасне преставе о магијијском мишљењу и чињеници да није довољно само желети да би се утицало на стварност, покушава да се поново врати магијском мишљењу, како би остварио нешто што јако жели, нешто које му се није остварило због тога што није исправно желео. Тако човек 21. века, заправо у себи ствара уверење да својим мислима, менталним сликама, жељама или поступцима, директно може да утиче на ток жељених или нежељених („да се не догоди“). Овим поступцима нека особа себе увлачи у затворени логички круг којим себи жели да докаже: ако се жељено догоди то је доказ да жеље имају моћ да се материјализују, али ако се не догоди, то није доказ да жеље немају ту моћ, већ је доказ да особа није довољно искрено или довољно снажно желела или да није довољно дуго желела.
Иако магијско мишљење не ствара у човеку магијску моћ, ипак замишљање позитивних менталних слика код савременог човека изложеног бројним стресогеним утицајима изазваним сукобом жеља и могућности, њему доноси одређене психолошке, физиолошке и социјалне користи. Имајући у виду да човеков мозак није у стању да јасно раздвоји слике које су резултат стварности од замишљених слика, психа и човеково тело реагују на замишљене слике као да су оне де стварност. Тако се код неке особе ствара илузију (привид) пријатних осећања, због промењених физиолошких функција, које су организам довеле у стање које је супротно од стреса. Позивне слике прате и пријатна осећања. „Обливен“ пријатним осећањима савремени човек друге људе сада гледа позитивније, и понаша се спонтаније, топлије, забавније, више пријатељски.
Идеја да је довољно живописно и страсно нешто желети па да ће се то само од себе остварити јесте лепа, али ирационална, али али магијско мишљење жељеног често човеку може да омогућу да фокусира своје циљеве и приоритете, због чега може своје свесне и несвесне капацитете да активира како би остварила те циљеве. Такође таква особа може постати пријатнија за околину, што и други људи опажају и са њом ступају у боље односе.